# Psychrophrynella guillei
Psychrophrynella guillei är en groddjursart som först beskrevs av De la Riva 2007.  Psychrophrynella guillei ingår i släktet Psychrophrynella och familjen Strabomantidae. IUCN kategoriserar arten globalt som akut hotad. Inga underarter finns listade i Catalogue of Life.